# Baie de Nemuro
La baie de Nemuro (根室湾, Nemuro-wan) est une baie située dans l'est de l'île de Hokkaidō au Japon. Elle est bordée, au sud-est, par la péninsule de Nemuro.